# Tabula Rasa (album Kacpra i PSR-a)
Tabula Rasa – wspólny album studyjny rapera Kacpra Orlikowskiego i producenta muzycznego PSR-a, dwóch reprezentantów kolektywu Ganja Mafia. Wydawnictwo ukazało się 15 maja 2015 roku nakładem wytwórni Ganja Mafia Label. Album w całości został wyprodukowany przez PSR-a, z wyjątkiem jednego remiksu utworu autorstwa Gibbsa. Gościnnie pojawili się m.in. Paluch, Słoń czy Bezczel.
Do utworów „Wilk”, „Kiedy przyjdzie taki dzień” oraz „Mogę być sam jeden” zrealizowano teledyski.
Nagrania dotarły do 17. miejsca zestawienia OLiS.

## Lista utworów
Opracowano na podstawie materiału źródłowego.
1. „Intro”
2. „Tabula Rasa”
3. „Wilk” (gościnnie: Słoń, Jongmen)
4. „Kiedy przyjdzie ten dzień”
5. „Biografia” (gościnnie: DJ Taek)
6. „Mogę być sam jeden...” (gościnnie: Paluch
7. „Dead Hater”
8. „Na własnej skórze” (gościnnie: Nie Dla Wszystkich)
9. „Pięciolinia” (gościnnie: Angie)
10. „Pierdolony hit”
11. „Jeśli boisz się”
12. „Szkoda łez na ziemi”
13. „Belweder”
14. „Big Black Dick”
15. „Czarny kot”
16. „Nie wkurwiaj mnie” (gościnnie: Bezczel, Dawidzior, Fonos)
17. „Ślepcy”
18. „Sen samobójcy”
19. David Kupler – „Zakopać Judasza” (gościnnie: Kacper) (utwór dodatkowy)
20. „Pierdolony hit” (Gibbs Remix)
21. „Outro”